# South of Winter
South in Winter is het enige muziekalbum van de Britse muziekgroep Renaissant. Renaissant is een tak van de Renaissancefamilie. De leider is nu eens niet Michael Dunford of Annie Haslam, maar Terence Sullivan, ooit drummer bij de band. Uit de band Renaissance kwam ook weer John Tout naar voren. Ooit stapten zij samen op, of werden ze uit de band gezet (afhankelijk van welke kant de situatie bekeken werd).  Een andere die bekendheid verwierf met Renaissance, Betty Newsinger – Thatcher, schreef een aantal teksten.

## Musici
- Christine Sullivan – zang
- John Tout, Lee Sullivan – toetsinstrumenten
- Kristian Sullivan, Steven Rodgers – gitaar
- Alex Caird,Derrick Sullivan – basgitaar
- Terence Sullivan – slagwerk, zang
- Jasmin Rodgers – achtergrondzang
- Martin Orford – toetsinstrumenten en dwarsfluit op Dove

## Composities
| Nr. | Titel                                                    | Duur |
| --- | -------------------------------------------------------- | ---- |
| 1.  | Carry me home (Terence, Lee, Betty Newsinger – Thatcher) | 4:45 |
| 2.  | Alone (Terence)                                          | 5:28 |
| 3.  | Burning bridges (Terence, Betty)                         | 4:13 |
| 4.  | Cold flames (Betty, Terence)                             | 5:15 |
| 5.  | Dove (Terence)                                           | 4:51 |
| 6.  | Morning (Terence)                                        | 6:07 |
| 7.  | Careless (Terence)                                       | 4:29 |
| 8.  | The sun also sets (Betty, Terence)                       | 5:02 |
| 9.  | South of Winter (Betty, Terence)                         | 5:38 |